# آلسیا مانچینی
آلِـسیا مانچینی (ایتالیایی: Alessia Mancini؛ زادهٔ ۲۵ ژوئن ۱۹۷۸) بازیگر، مجری تلویزیون و شوگرل اهل ایتالیا است. وی از سال ۱۹۹۴ میلادی تاکنون مشغول فعالیت بوده‌است.
از فیلم‌ها یا مجموعه‌های تلویزیونی‌ای که وی در آن‌ها نقش داشته است، می‌توان به پدر ماتئو اشاره نمود.